# Bystřina (přítok Rokytnice)
Bystřina (německy Wolfsbach) je potok ve Smrčinách v okrese Cheb v Karlovarském kraji, pravostranný přítok Rokytnice.
Délka toku měří 5,7 km, plocha povodí činí 8,19 km².

## Průběh toku
Potok pramení ve Smrčinách severoseverozápadně od města Hranice na česko-německé státní hranici v nadmořské výšce 545 metrů. V úsecích v celkové délce 5,8 kilometru tvoří státní hranici.
Převážná část potoka teče podél státní hranice s Německem, na čtyřech hraničních úsecích číslo XXIII tvoří česko-saskou hranici v celkové délce 5,8 km, konkrétně mezi hraničními znaky 12/2 - 12/7 (0,6 km), 12/8 - 12/11 (0,3 km), 12/11 - 13/9 (3,7 km) a 13/13 – 15 (1,2 km). Meandrující tok se nachází zhruba z poloviny v přírodním parku Smrčiny. Teče západním směrem a jeho tok vytváří převážně i severní hranici národní přírodní památky Bystřina – Lužní potok. Severoseverozápadně od vesnice Trojmezí se na státní hranici vlévá zprava do Rokytnice.